# Asdrúbal el Beotarca
Asdrúbal el Beotarca fue un general cartaginés que participó en las guerras púnicas.

## Biografía
Poco se sabe acerca de Asdrúbal el Beotarca, el general que comandaba el ejército cartaginés durante la tercera guerra púnica y que evitó que el ejército romano de Escipión Emiliano, cónsul de la República romana, tomase la ciudad de Cartago hasta el 146 a. C. Su única otra contribución importante a la historia cartaginesa fue su derrota cerca de la ciudad de Tunes (actualmente Túnez) contra el rey númida Masinisa, para que justo después fuese declarada la guerra (149 a. C.). Su habilidad militar nunca se puso en duda, ya que su ejército había sido bien entrenado y equipado, además de su esmerado trabajo en la defensa de Cartago, ya que a los romanos les costó una difícil campaña vencer la resistencia de los defensores, pero sus habilidades tácticas fueron empequeñecidas por sus contemporáneos Escipión y Masinisa. 
Tenía una esposa y dos hijos, que de acuerdo con lo que nos cuenta Polibio, se arrojaron a un templo en llamas cuando vieron al ejército de Asdrúbal derrotado por los atacantes romanos. Asdrúbal se entregó a los romanos después de la lamentable muerte de su familia, pero lo que le ocurrió después se desconoce.